# Mor(d) i mødregruppen
|  | Denne artikel er oprettet af botten PalnaBot ud fra en ekstern database. Den kan derfor have sproglige fejl eller mangler. Denne skabelon kan fjernes efter kontrol af indholdet. |

Mor(d) i mødregruppen er en kortfilm fra 1998 instrueret af Peter Gren Larsen efter manuskript af Cecilie Olrik.

## Handling
Der er møde i mødregruppen. Der pusles og snakkes, men noget er galt. Inde i sengen ligger Camillas mand med et hul i hovedet og er død. Det var Camilla og stegepanden, der satte en stopper for hans liv, og selv om Camilla var gal, er hun ked af det nu. For hvad med den lille, hvis Camilla kommer i fængsel? Det er mere, end noget bravt moderhjerte kan holde ud, og mødregruppen er vel til for at hjælpe hinanden. Mødrene går i aktion. Ægtemanden skal en gang for alle skaffes af vejen.